# Karl Heinrich Köstlin

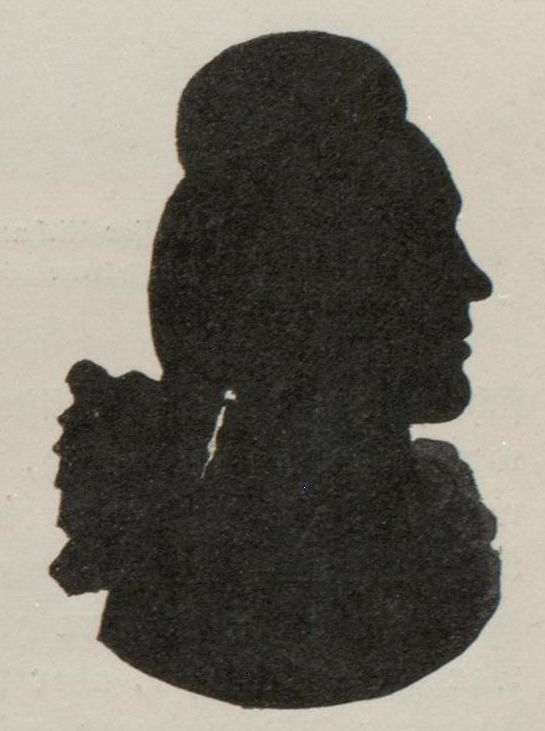
Scherenschnitt von Karl Heinrich Köstlin

Carl Heinrich Köstlin (* 23. April 1755 in Brackenheim; † 8. September 1783 in Stuttgart) war ein deutscher Professor für Naturgeschichte an der Hohen Karlsschule Stuttgart. 

## Leben und Wirken
Der Sohn des herzoglichen Rates und herrschaftlichen Vermögensverwalters Tobias Köstlin (1713–1761) und Neffe des Theologen Cosmann Friedrich Köstlin besuchte nach bestandenem Landexamen das Evangelische Seminar in Maulbronn und wechselte anschließend an die Universität Tübingen, wo er unter anderem bei Gottlieb Conrad Christian Storr Medizin, Chemie und Botanik studierte. Köstlin unternahm mehrere Forschungsreisen in die Schweiz und nach Italien, wo er die damals noch unerforschte Insel Elba und auch die Geologie des Vesuvs erkundete, wobei es ihm gelang, die bisherigen Theorien italienischer Wissenschaftler über die Entstehung des Vulkangesteins zu aktualisieren.
Im Jahr 1775 schloss Köstlin, nachdem er in mehreren Versuchsreihen Hühner- und Schmetterlingseier elektrisch stimuliert hatte, sein Medizinstudium mit der Dissertation De effectibus electricitatis in quaedam corpora organica ab. Als im Jahr 1780/81 die Hohe Karlsschule in Stuttgart durch Kaiser Josef II. zur Universität erhoben wurde, erhielt Köstlin die Berufung zum Professor für Naturgeschichte und Lehrer für Innere und äußere Heilkunde. Hier konnte er noch einige Schriften publizieren, verstarb aber bereits drei Jahre später mit erst 27 Jahren unverhofft an der Amöbenruhr.
Seine gesamten Sammlungen bot Koestlin dem Herzog Carl Eugen am 29. März 1783 für 4000 Gulden an. Da er aber schon ein halbes Jahr später starb, kam der Erwerb erst aus der Erbschaft zustande. Einzelbelege zur botanischen Sammlung finden sich heute im Naturkundemuseum in Stuttgart.

## Schriften (Auswahl)
- Auszug aus dem Tagbuch eines Naturforschers, auf einer Reise durch die Schweiz und einen Theil Italiens : nebst einem Brief von Carl Heinrich Köstlin an Merck / Johann Anton Merck; Faks. der Ausg. in Wielands Teutschem Merkur. 1779. (mit einem Nachw. von Kai Torsten Kanz. Basilisken-Presse, Marburg/Lahn 1995, ISBN 3-925347-37-2)
- De effectibus electricitatis in quaedam corpora organica. Dissertation. Tübingen 1775.
- von der Methode, die mineralischen Wasser vermittelst der fixen Luft durch die Kunst ebenso wirksam, als die natürlichen sind, auf eine wohlfeile Art nachzumachen. Stuttgart 1780.
- Fasciculus anim adversionum physiologici atque mineralogico-chemici argumenti. Stuttgart 1780.
- Peter Moscatis: Neue Beobachtungen und Versuche über das Blut und über den Ursprung der tierischen Wärme. Übersetzung Carl Heinrich Köstlin aus dem italienischen. Stuttgart 1780.
- Ermenegildo Pini: Mineralogische Beobachtungen über die Eisengrube bei Rio und in anderen Gegenden der Insel Elba. Übersetzung Carl Heinrich Köstlin aus dem italienischen. Gebauer, Halle 1780.